# Juliusz Chłapowski
Juliusz Chłapowski (ur. 22 listopada 1890 w Goździchowie, zm. 26 lipca 1920) – powstaniec wielkopolski, podoficer Wojska Polskiego w II Rzeczypospolitej, poeta.

## Życiorys
Urodził się w Goździchowie w rodzinie Dezyderego Andrzeja h. Dryja (1855–1925) i Teresy z Dembińskich h. Nieczuja (1865–1941). Brat Stanisława Ludwika (1888–1930), Zdzisława (1892–1920) i Kazimierza Rafała (1896–1976). 
Uczęszczając do gimnazjum, działał w Towarzystwie Tomasza Zana. Absolwent Wyższej Szkoły Technicznej w Karlsruhe i Szkoły Rolniczo-leśnej w Tharandt. Jesienią 1918 wstąpił do Polskiej Organizacji Wojskowej Zaboru Pruskiego. W styczniu 1919 walczył w powstaniu wielkopolskim na froncie pod Lesznem. Dowodził kompanią na odcinku „Pawłowice”. W lutym wstąpił do 1 pułku Ułanów Wielkopolskich, a w lipcu przeszedł do 2 pułku ułanów i awansował na wachmistrza. W maju 1920 zwolniony z wojska, ale już w lipcu wstąpił ochotniczo do 16 pułku Ułanów Wielkopolskich. Wziął udział szarży I szwadronu pod Zawidczami. Odwagą i przykładem, porwał za sobą ułanów pierwszy raz walczących na froncie bolszewickim. W następstwie szarży plutonu na Smarżów jako jeden z pierwszych dotarł do wsi. Zginął od kuli nieprzyjacielskiej, w szarży kawaleryjskiej w okolicy Brodów i Szczurowic nad Styrem. 
Został pochowany na Cmentarzu w Rąbiniu przy Kościele (sektor 1-1-10). Pośmiertnie odznaczony Krzyżem Srebrnym Orderu „Virtuti Militari” i Krzyżem Niepodległości.  

## Odznaczenia
- Krzyż Srebrny Orderu Virtuti Militari (nr 3693)[5],
- Krzyż Walecznych[5],
- Krzyż Niepodległości (pośmiertnie, 20 lipca 1932)[6].